# Districtul Čadca

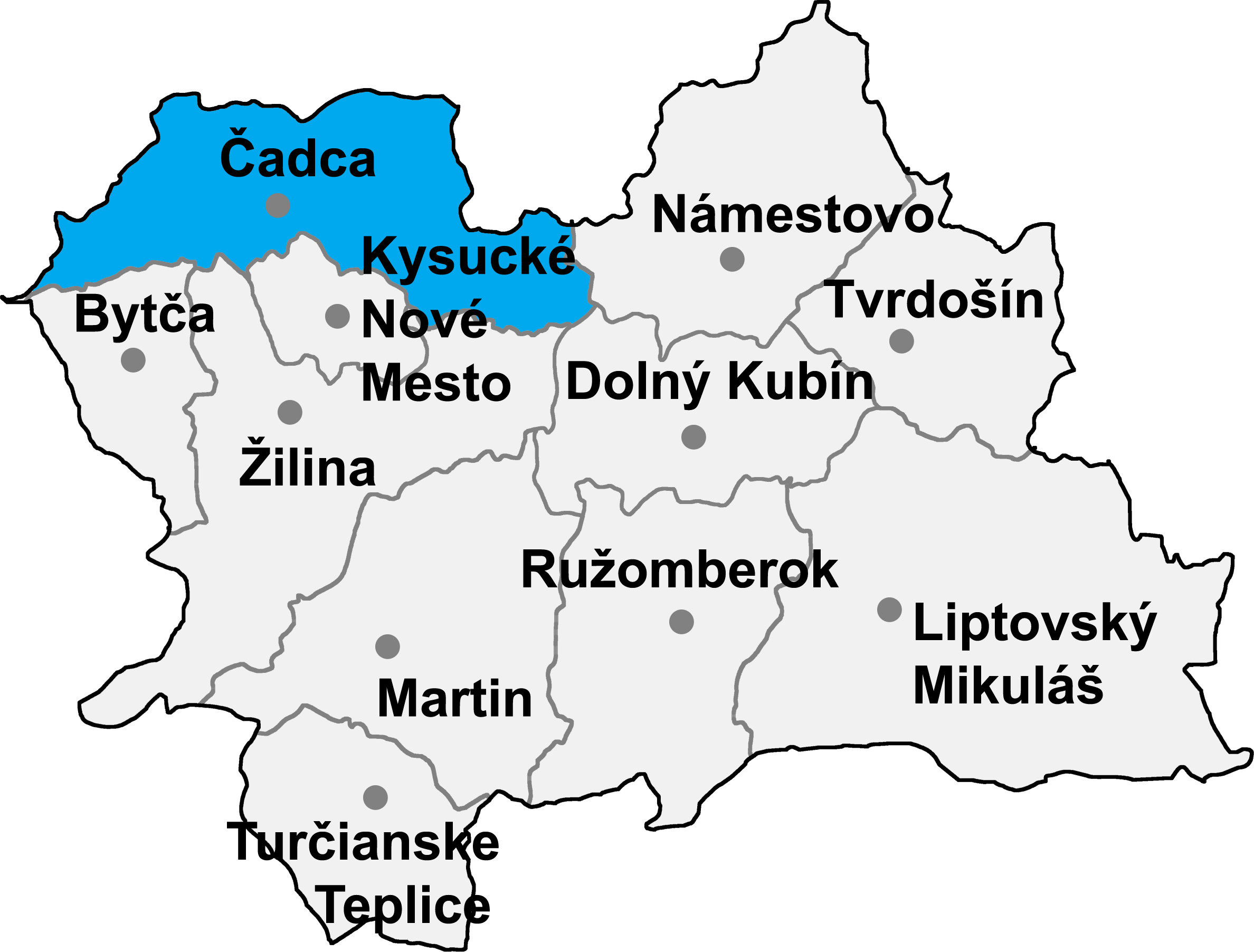
Districtul Čadca

Districtul Čadca (okres Čadca) este un district în Slovacia centrală, în Regiunea Žilina. 

## Demografie
| An:                | 1994   | 2004   | 2014   | 2024   |
| ------------------ | ------ | ------ | ------ | ------ |
| Număr de persoane: | 91.569 | 92.944 | 91.124 | 86.666 |
| Diferență:         |        | +1,50% | −1,95% | −4,89% |

| An:                | 2023   | 2024   |
| ------------------ | ------ | ------ |
| Număr de persoane: | 87.135 | 86.666 |
| Diferență:         |        | −0,53% |

## Comune
- Čadca
- Čierne
- Dlhá nad Kysucou
- Dunajov
- Klokočov
- Klubina
- Korňa
- Krásno nad Kysucou
- Makov
- Nová Bystrica
- Olešná
- Oščadnica
- Podvysoká
- Radôstka
- Raková
- Skalité
- Stará Bystrica
- Staškov
- Svrčinovec
- Turzovka
- Vysoká nad Kysucou
- Zákopčie
- Zborov nad Bystricou